# 紀伊市木站
紀伊市木站（日语：／ Kii-ichigi eki */?）是位於三重縣南牟婁郡御濱町大字下市木，屬於東海旅客鐵道（JR東海）的紀勢本線車站。

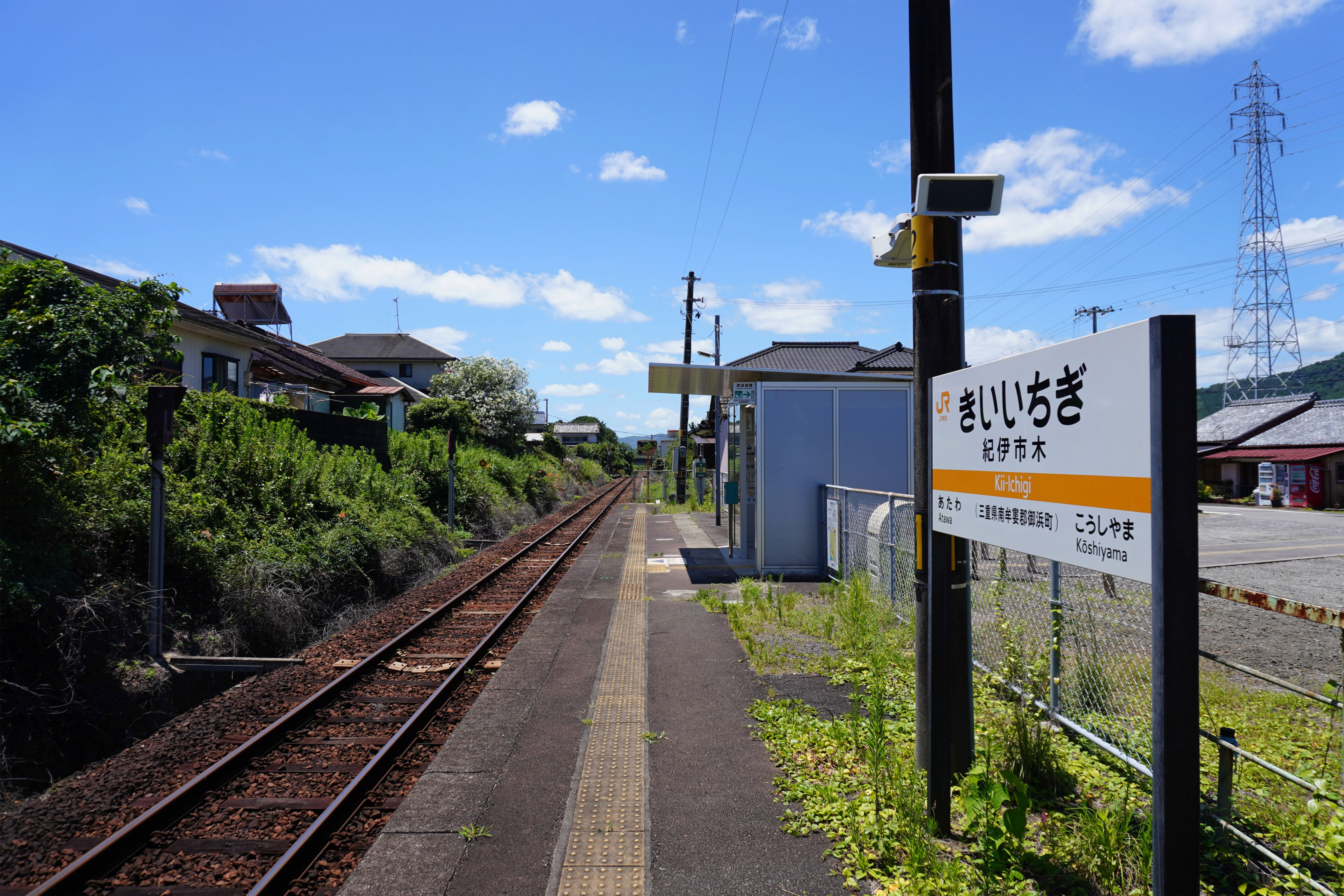
月台(2023年7月)

## 歷史

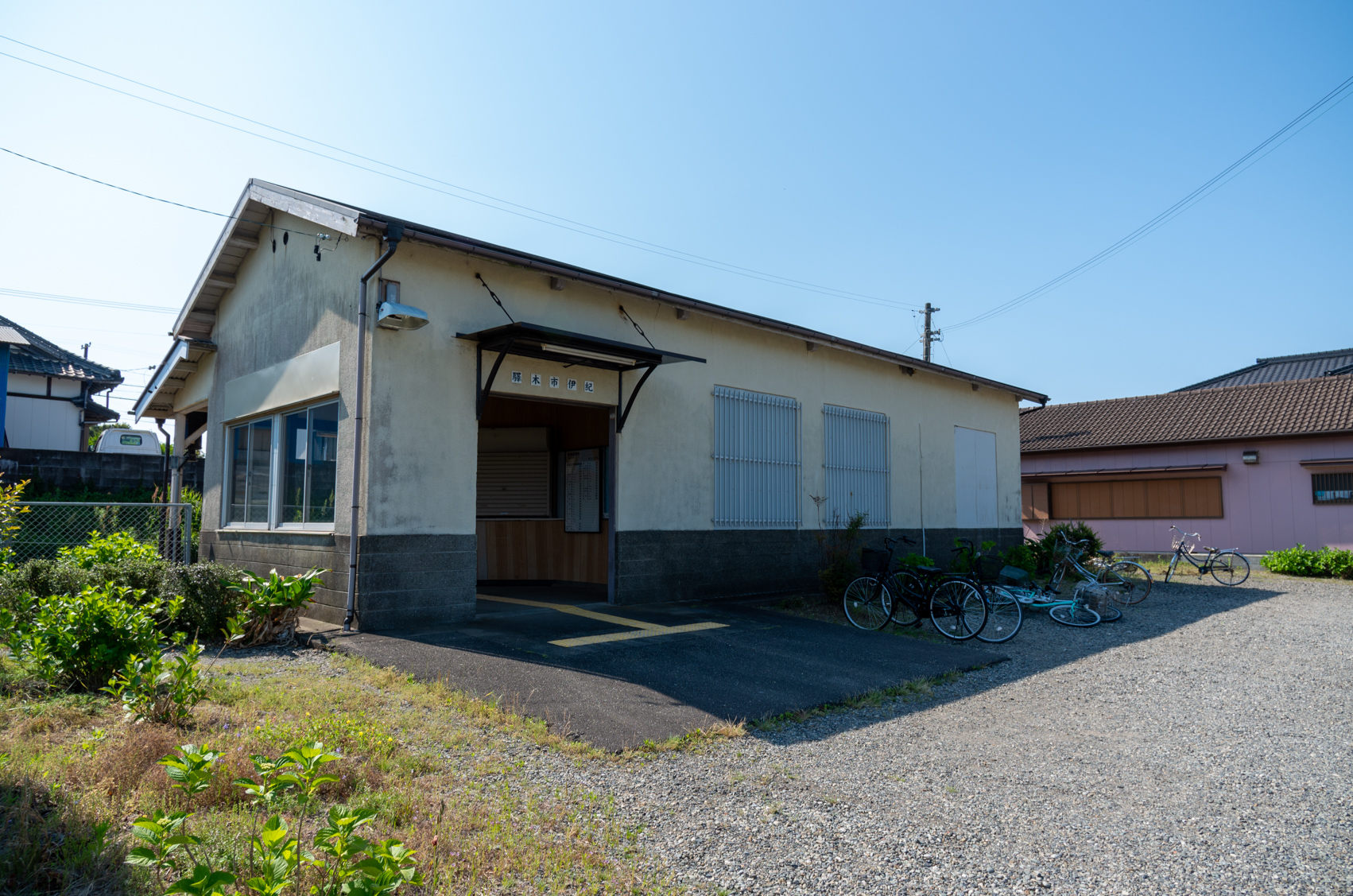
舊站房（2013年5月）

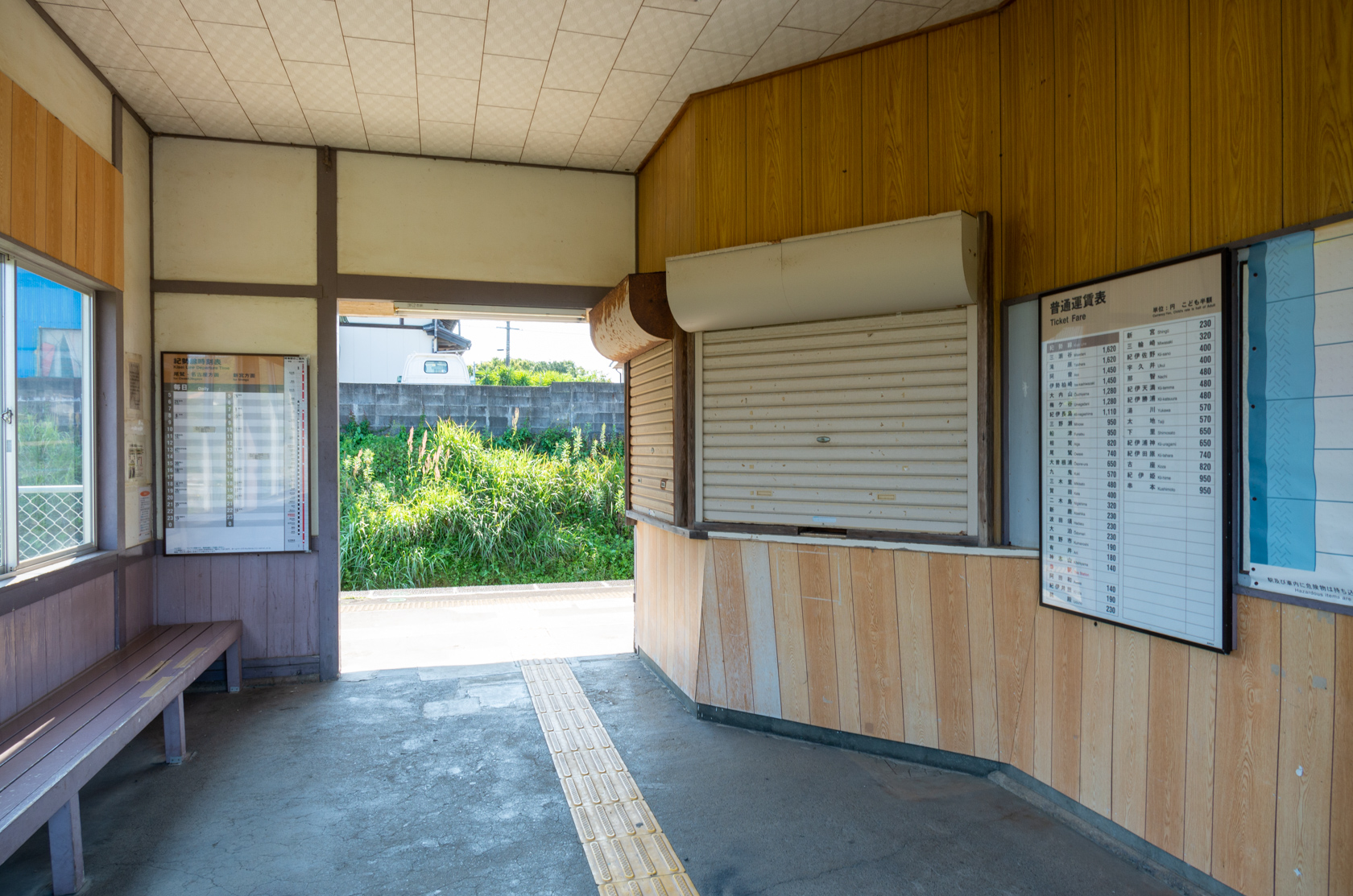
舊車站內部（2013年5月）

- 1940年（昭和15年）8月8日：國鐵紀勢西線新宮站至熊野市站之間開通，此站啟用[1]。
- 1959年（昭和34年）7月15日：三木里站至新鹿站之間開通，同時路線改名為紀勢本線[1]。
- 1983年（昭和58年）12月21日：成為無人車站[2]。
- 1987年（昭和62年）4月1日：伴隨國鐵分割民營化，車站由東海旅客鐵道（JR東海）營運[1]。
- 2015年（平成27年）11月下旬：車站大樓拆卸，同時開始建設新車站大樓[3]。
- 2016年（平成28年）2月：新車站大樓竣工[3]。

## 車站構造
本為站設有1面1線的單式月台的地面車站，無法進行列車交會。開業當初時設置的站房已在2016年拆卸，新的車站（候車室）為簡易型站房，並且為由熊野市站管理的無人車站。

## 使用狀況
根據「三重縣統計書」，以下列出近年1日平均乘車人次。
| 年度   | 一日平均 乘車人次 |
| ------ | ----------------- |
| 1998年 | 78                |
| 1999年 | 77                |
| 2000年 | 67                |
| 2001年 | 65                |
| 2002年 | 63                |
| 2003年 | 55                |
| 2004年 | 50                |
| 2005年 | 45                |
| 2006年 | 47                |
| 2007年 | 44                |
| 2008年 | 43                |
| 2009年 | 40                |
| 2010年 | 41                |
| 2011年 | 39                |
| 2012年 | 35                |
| 2013年 | 36                |
| 2014年 | 40                |
| 2015年 | 42                |
| 2016年 | 38                |
| 2017年 | 44                |

## 車站周邊
車站位於國道向內陸方向一點的地方。下市木的村落位於車站向內陸一點的地方。車站周邊只有很少住宅和一間商店，由於與村落有一段距離，為一個寂靜的車站。車站位於較高的地方，可看到國道與下市木的村落。
- 市木郵局
- 紀寶警署（日语：紀宝警察署）市木駐在所
- 御濱町立御濱小學
- 市木之伊吹 - 達600年樹齡的檜柏樹。
- 風傳峠（日语：風伝峠）

熊野古道跨越御濱町與熊野市紀和町的山嶺。在朝霧的著名地方。
- 尾呂志溫泉

## 相鄰車站
東海旅客鐵道（JR東海）
紀勢本線
神志山－紀伊市木－阿田和

## 注腳
1. 1 2 3 4  曾根悟（監修）. 朝日新聞出版分冊百科編集部（編集） , 编. . 朝日百科週刊. 25號 紀勢本線、參宮線、名松線. 朝日新聞出版. 2010-01-10: 19–21.
2. ↑  「天王寺鉄管局、紀勢線と参宮線の駅業務を大幅削減へ」日本經濟新聞1983年6月29日，地方經濟中部7頁
3. 1 2  總務課總務係 編（2015）：12頁